# Lindsey Buckingham
Lindsey Adams Buckingham (sinh ngày 3 tháng 10 năm 1949) là nhạc sĩ, ca sĩ người Mỹ, được biết tới nhiều nhất khi là tay guitar và ca sĩ của ban nhạc Fleetwood Mac giai đoạn 1975–1987 và từ 1997–2018. Ngoài sự nghiệp cùng Fleetwood Mac, Buckingham còn cho phát hành 6 album solo và 3 album trực tiếp. Ông cũng có tên tại Đại sảnh Danh vọng Rock and Roll vào năm 1998 trong tư cách thành viên của Fleetwood Mac. Năm 2011, tạp chí Rolling Stone xếp ông ở vị trí số 100 trong danh sách "100 nghệ sĩ guitar vĩ đại nhất". Buckingham nổi tiếng với cách gảy ngón guitar điện cùng với chất giọng nam cao, ngoài ra còn nhiều câu chuyện li kì với người bạn gái cũ, ca sĩ Stevie Nicks.
Fleetwood Mac được thành lập vào cuối thập niên 1960 và theo đuổi dòng nhạc British blues nhưng không có nhiều thành công. Sau khi trưởng nhóm và nghệ sĩ sáng lập Peter Green chia tay ban nhạc, họ mời Buckingham thay thế và tiếp tục thu âm tại phòng thu cũ của ban nhạc. Thành công đã tới với họ, với đỉnh cao là album Rumours (1977) với hơn 40 triệu bản được bán trên toàn thế giới và được coi là một trong những sản phẩm khai sinh ra nhạc pop. Buckingham chia tay ban nhạc vào năm 1987 để theo đuổi sự nghiệp solo. Ông trình diễn cùng Fleetwood Mac vào năm 1993 trong Lễ nhậm chức của Tổng thống Bill Clinton, sau đó là góp giọng trong album phòng thu Time (1995) của ban nhạc, trước khi chính thức tái hợp vào năm 1997 với album The Dance. Ngày 9 tháng 4 năm 2018, Fleetwood Mac tuyên bố sa thải Buckingham.